# Giovanni II di Amalfi
Giovanni II (Amalfi, X secolo – Amalfi, 1069) fu Duca di Amalfi tra il 1014 e il 1028, tra il 1029 e il 1034, tra il 1038 e il 1039 e tra il 1052 e il 1069.

## Biografia
Figlio di Sergio II di Amalfi e di Maria di Capua, nel 1014 ricevette per mano del padre la nomina a coreggente ed erede al trono del Ducato di Amalfi.
Giovanni trovò difficoltà nel prendere il potere a causa della forte influenza del Principe di Capua Pandolfo IV sulla madre, sorella di quest'ultimo; infatti, tra il 1027 e il 1028 Pandolfo si impadronì di Napoli con la forza, mentre aiutò Maria e il figlio minore Manso II a prendere il potere ad Amalfi, al punto che Giovanni e il padre furono costretti all'esilio a Costantinopoli. Tuttavia, nel gennaio 1029, senza il padre, Giovanni fece ritorno in patria e riprese il controllo del Ducato. Due anni dopo ricevette dall'Imperatore bizantino Romano III Argiro il titolo di patricius, mentre nominava coreggente il figlio Sergio III.
Nel 1032 Pandolfo IV minacciò nuovamente Giovanni II occupando Gaeta, al punto che quest'ultimo tra aprile e maggio 1034 lasciò nuovamente il trono a Maria e Manso, rifugiandosi a Napoli. Grazie all'aiuto dell'Imperatore Germanico Corrado II, nel 1038 Giovanni riconquistò la sovranità. A questo punto, mentre rappacificò i rapporti con la madre, accecò il fratello che venne poi mandato in esilio nelle Isole delle Sirene, poste di fronte ad Amalfi.
Ad aprile 1039 si ritrovò tuttavia nuovamente costretto a cedere la sovranità a Guaimario IV, figlio di Pandolfo. Dopo dodici anni di esilio a Costantinopoli, Giovanni tornò in patria e nel 1052 riuscì ad organizzare una congiura che risultò decisiva per destituire Guaimario e riprendere il potere.
Nel suo quarto regno, il Duca di Amalfi riuscì a ricevere i titoli di anthypatus e vestis. Affrontò vittoriosamente Gisulfo II di Salerno grazie all'aiuto del normanno Riccardo di Aversa, che era sposato con la sorella del Duca di Amalfi. Nel 1055 Giovanni realizzò la Charta iudicii, l'unico documento giudiziario ad opera di un duca amalfitano conservato nel corso dei secoli. Governò indisturbato fino alla sua morte, giunta nel 1069. Gli succedette il figlio Sergio, il quale resse il Ducato per quattro anni fino alla conquista normanna (1073).